# Daniel-Henry Kahnweiler
Daniel-Henry Kahnweiler (Mannheim, 25 juni 1884 - Parijs, 11 januari 1979) was een Franse kunstverzamelaar, kunsthandelaar, auteur, uitgever en galeriehouder van Duitse afkomst.
Kahnweiler werd bekend door zijn rol in de promotie van het werk van kunstenaars zoals Pablo Picasso, Georges Braque, André Derain, Juan Gris, Fernand Léger en Maurice de Vlaminck en de ontwikkeling van het kubisme. Hij wordt hierdoor gezien als een sleutelfiguur in de in de geschiedenis van de moderne kunst.

## Jeugd
Daniel-Henry Kahnweiler werd geboren op 25 juni 1884 in Mannheim als Heinrich Kahnweiler. Zijn familie was oorspronkelijk afkomstig uit Rockenhausen. Kahnweiler was de zoon van Julius Kahnweiler en Betty Neumann. Hij groeide op in Stuttgart in een welgesteld Joods gezin met een jongere broer Gustav en een zusje genaamd Auguste (Gusti).
Kahnweiler kwam uit een familie van bankiers en zijn vader verwachtte dat hij hetzelfde carrièrepad zou volgen. Via zijn oudoom was hij in aanraking gekomen met de wereld van kunst en muziek. Kahnweiler wilde aanvankelijk componist worden, maar zag snel af van deze droom. Naar eigen zeggen was hij geen "schepper", maar meer een "tussenpersoon".

## Vertrek naar Parijs
Na het afronden van het gymnasium in Stuttgart trad Kahnweiler toe tot het familiebedrijf. Hij vertrok in 1902 naar Parijs en was daar werkzaam bij de beurs. In 1904 trouwde hij in Parijs met Léontine Alexandrine (Lucie) Godon. Ze had een dochter, Louise (1902-1988), uit een eerdere relatie.
In Parijs bezocht Kahnweiler dagelijks het Louvre, dat op wandelafstand van zijn werk in het beursgebouw lag. Daarnaast las hij veel over kunstgeschiedenis en -theorie. Hierdoor werd zijn interesse in kunst vergroot en begon hij met het verzamelen van werken.

### Opening galerie
Met behulp van een lening van zijn oom, opende hij in mei 1907 'Galerie Kahnweiler' aan de 28 Rue Vignon in Parijs vlak bij de Champs-Élysées. Werken voor de galerie kocht hij in op de Salon des Indépendants.
In de galerie, die een oppervlakte had van slechts 16 vierkante meter, verkocht hij werken van opkomende tijdgenoten als André Derain, Alberto Giacometti en Maurice de Vlaminck. In 1961 zei hij hierover: "Toen ik besloot om kunsthandelaar te worden, heb ik er nooit aan gedacht om werken van Cézanne te kopen. Ik geloofde dat de kans om ze te kopen voorbij was, tenminste voor mij, en dat ik de kunstenaars van mijn generatie moest verdedigen."

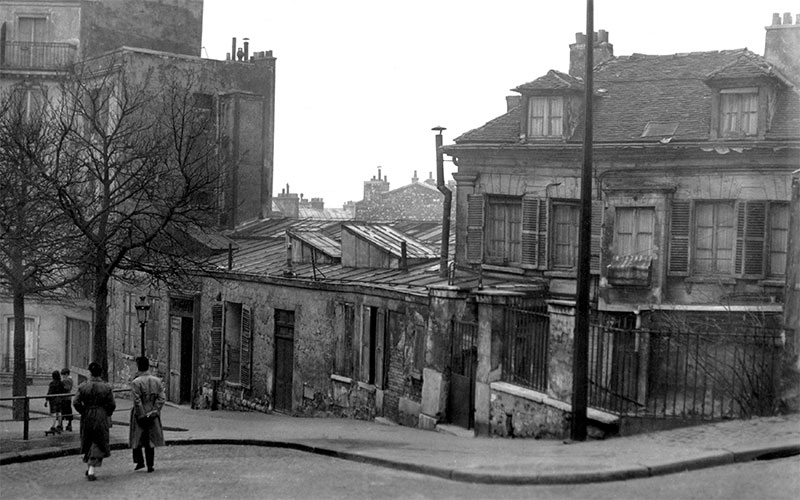
Le Bateau-Lavoir

### Exclusieve contracten
In Le Bateau-Lavoir in Montmartre, een ontmoetingsplaats voor schrijvers en schilders, ontmoette hij de vier grondleggers van het kubisme: Pablo Picasso, Georges Braque, Fernand Léger en Juan Gris.
Kahnweiler was een groot liefhebber van het kubisme en werd een promotor van de vier grondleggers. Hij was de eerste die een expositie wijdde aan Braque. In november 1912 tekende hij een exclusief vertegenwoordigingscontract met de kunstenaar. Volgens Kahnweiler was het noodzakelijk dat kunstenaars zonder financiële zorgen konden werken en hij vroeg hen niet een bepaald aantal werken te produceren. Soortgelijke contracten tekende hij vervolgens met Derain en Picasso (december 1912), De Vlaminck (juli 1913), Gris (februari 1913), en Léger (oktober 1913). Door de exclusieve contracten werd hij de voornaamste handelaar in avant-garde kunst in de jaren 1910.
Tot aan het uitbreken van de Eerste Wereldoorlog konden kubistische werken van deze kunstenaars enkel via Kahnweiler gekocht worden. Kahnweiler had enkele vaste klanten uit heel Europa, onder wie Roger Dutilleul, Hermann Rupf, Wilhelm Uhde, Sergej Sjtsjoekin, Henri-Pierre Roché, Ivan Morozov, Alfred Flechtheim, en Leo en Gertrude Stein.
In 1913 begon hij een samenwerking met Flechtheim die dat jaar een galerie in Düsseldorf had geopend. In dezelfde periode was hij ook zakelijk verbonden met onder meer galeriehouder Alfred Stieglitz in New York en met Heinrich Thannhauser van Galerie Thannhauser uit München. Namens Kahnweiler verkochten zij kubistische werken in de Verenigde Staten en Weimarrepubliek.

### Uitgeverij
Naast zijn werk als kunsthandelaar was Kahnweiler ook actief als uitgever. In 1909 startte hij een uitgeverij en dat jaar publiceerde hij het boek L'Enchanteur pourrissant van de Franse dichter en auteur Guillaume Apollinaire. Het jaar daarna publiceerde hij Saint Matorel van Max Jacob. Illustraties voor deze twee boeken werden gemaakt door Derain en Picasso. Daarnaast bracht hij werken uit van André Malraux, Antonin Artaud, Raymond Radiguet, Gertrude Stein en Michel Leiris en was hij verantwoordelijk voor de lancering van vele schrijfcarrières.
Het logo van de uitgeverij, bestaande uit twee schelpen, werd ontworpen door Derain en is een verwijzing naar de hoge kwaliteit van het drukwerk. Het woord coquille betekent in het Frans zowel 'schelp' als 'drukfout'. Kahnweiler streefde naar een maximum van twee drukfouten per boek.

## Eerste Wereldoorlog en heropstart

### Eerste Wereldoorlog
Bij de uitbraak van de Eerste Wereldoorlog in juli 1914 was Kahnweiler op vakantie in Italië. Aangezien hij de Duitse nationaliteit had, en werd gezien als staatsvijand, was het voor hem niet mogelijk terug te keren naar Parijs. Galerie Kahnweiler werd gesloten en zijn inventaris met 1300 werken werd als 'vijandelijk eigendom' op 12 december 1914 in beslag genomen. Vanaf december 1914 vertrok hij met hulp van kunstverzamelaar Hermann Rupf naar Bern, Zwitserland.
Tijdens zijn verblijf in Zwitserland studeerde hij filosofie aan de Universiteit van Bern en schreef hij essays over kunst. Zijn stukken verschenen in kunsttijdschriften als Der Cicerone, Das Kunstblatt en Die Weissen Blätter. Hij gebruikte hiervoor het pseudoniem Daniel Henry. Het boek Der Weg zum Kubismus over kubistische kunst dat hij in 1916 afrondde, werd in 1920 gepubliceerd en diende als katalysator voor de carrière van Picasso.

### Terugkeer naar Parijs
In februari 1920 keerde Kahnweiler terug naar Parijs en opende met financiële ondersteuning van Rupf in september van dat jaar 'Galerie Simon' aan de Rue d'Astorg. Kahnweiler betaalde Rupf terug met schilderijen. Aangezien het voor personen met de Duitse nationaliteit niet werd toegestaan bedrijven te starten in Frankrijk net na de Eerste Wereldoorlog, werd de galerie vernoemd naar zijn Franse zakenpartner André Simon.

### Veiling

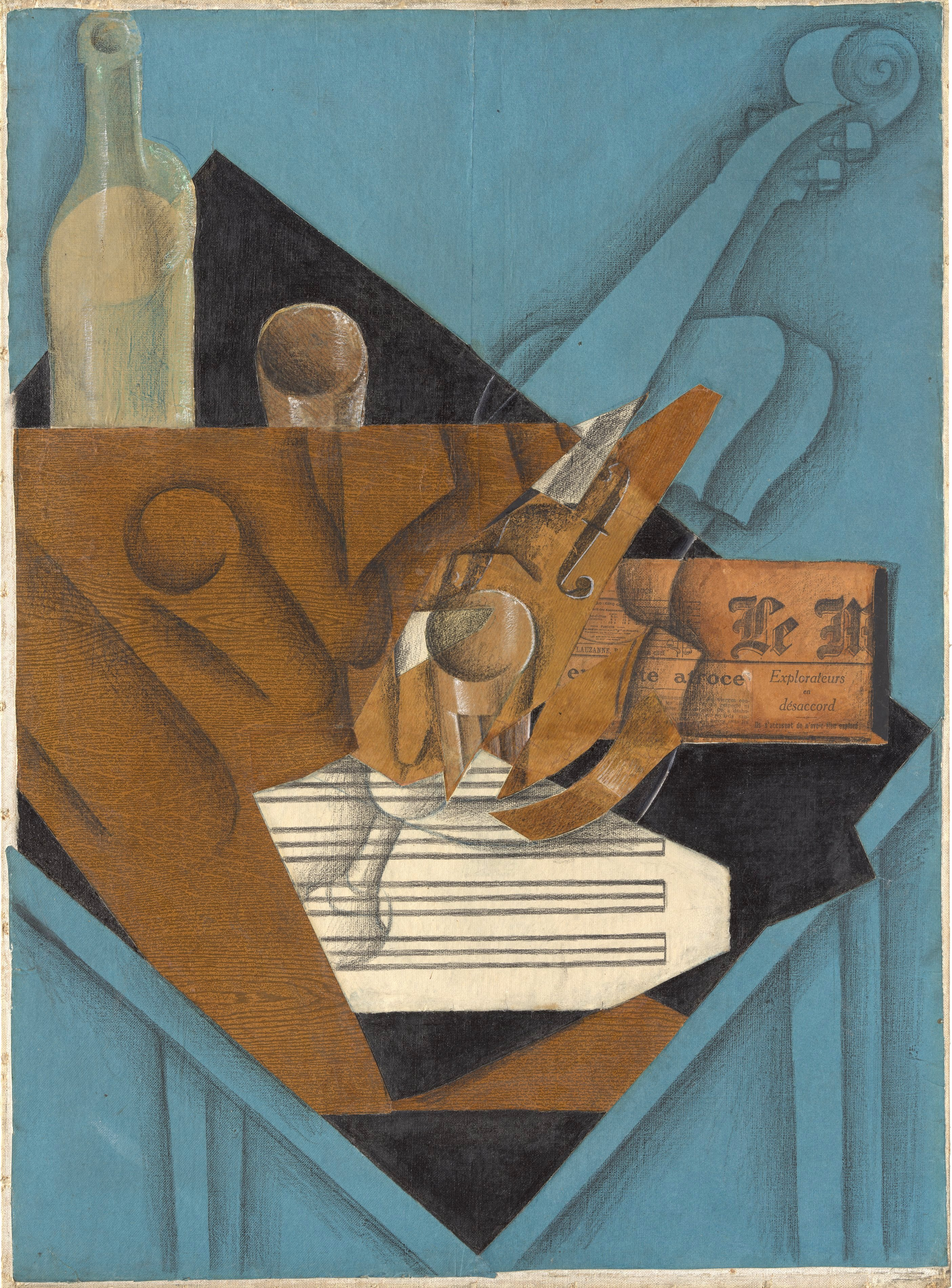
La table de musicien (1914) van Juan Gris

De 1300 werken die tijdens de oorlogsjaren in beslag waren genomen, werden tussen 1921 en 1923 door de Franse overheid tijdens vier veilingen tegen zeer lage prijzen verkocht. Volgens Kahnweiler was het een "systematische poging om de reputatie van de kubistische schilders te ruïneren". Daarnaast zei hij dat hij "zo hard [had] gewerkt, in goed vertrouwen, voor een waardige zaak [...] en dan in vredestijd gedwongen te worden om als een bezetene te vechten voor de teruggave van wat niet alleen met mijn geld [...] maar met de inzet van mijn hele bestaan was verworven".
Aangezien hij bij de veilingen zelf niet mocht bieden, schakelde hij de hulp in van zijn broer Gustav, zijn stiefdochter Louise, en kunstverzamelaars Flechtheim en Rupf. Zij stonden bekend als het 'Kahnweiler Syndicaat' of 'Grassat'. Ze wisten tijdens de eerste veiling 28 werken van Braque, Gris, Manolo en Léger terug te kopen. Tijdens de tweede veiling kochten ze minstens 32 werken, waaronder Nature morte aux banderilles van Braque en La table de musicien van Gris. Roger Dutilleul, die voor de oorlog vaste klant was bij Kahnweiler, kocht tijdens de veiling geen werken, maar documenten die hij vervolgens aan Kahnweiler teruggaf.
Hoewel Kahnweiler meermaals probeerde de verkoop van zijn in beslag genomen werken tegen te houden, kan het beschouwd worden als de eerste grote expositie van kubistische werken en had het grote invloed op de legitimiteit van de kunstenaars.

## Heropleving
Vanaf februari 1922 organiseerde Kahnweiler tentoonstellingen in zijn galerie. De eerste tentoonstelling was een solo-expositie van de Spaanse schilder Josep de Togores. Hij had sinds februari 1921 een exclusief contract met Kahnweiler. Kahnweiler vertegenwoordigde daarnaast ook de opkomende kunstenaars Arno Breker, Paul Klee, Henri Laurens, André Masson, André Beaudin, Francisco Bores, Eugène de Kermadec en Suzanne Roger. De kunstenaars Braque, Gris, Léger en Manolo met wie hij reeds voor de Eerste Wereldoorlog contracten had, werden na de heropening opnieuw vertegenwoordigd door Kahnweiler. Met een aantal kunstenaars ontwikkelde Kahnweiler een sterke vriendschap, waaronder met Klee en Gris. De vriendschap met Gris duurde tot Gris' dood in 1927. In 1929 publiceerde hij het boek Juan Gris over de kunstenaar.
Enkele kunstenaars, waaronder Picasso, waren na het uitbreken van de oorlog overgestapt naar concurrerende handelaren. Door de inbeslagname aan het begin van de Eerste Wereldoorlog was Kahnweiler met Picasso in conflict geraakt. Bij de geconfisqueerde werken zaten meerdere werken van Picasso die nog niet waren betaald en Kahnweiler was hem nog 20.000 frank schuldig. Toen Picasso de werken na een rechtszaak terug kreeg, bleken er veel beschadigd te zijn, wat hij Kahnweiler kwalijk nam. Door dit conflict bekoelde de zakelijke en persoonlijke relatie. Het duurde tot 1923 voordat Picasso weer met hem sprak en tot 1947 voor Kahnweiler de kunstenaar weer vertegenwoordigde.

### Louise Leiris
In de jaren '20 en '30 werkte Kahnweiler samen met zijn stiefdochter Louise Leiris. In 1926 trouwde ze met de auteur Michel Leiris en zij waren samen begonnen met het verzamelen van kunst. Veel van de werken waren afkomstig van kunstenaars die vertegenwoordigd werden door Kahnweiler. Net als Kahnweiler had ze nauw contact met de kunstenaars die verbonden waren aan de galerie.
Eind jaren twintig ondervond de galerie enkele tegenslagen. Onder invloed van de economische crisis in de jaren dertig werd Kahnweiler genoodzaakt enkele contracten, waaronder met Manolo in 1933, op te zeggen. De machtsovername van Adolf Hitler in januari 1933 zorgde ervoor dat de markt in Duitsland voor avant-garde kunst instortte, waardoor export naar het land ophield. Avant-garde kunst, waaronder kubistische kunst, werd in nazi-Duitsland beschouwd als entartete kunst. Doordat Kahnweiler Joods was, liep hij het risico zijn Duitse staatsburgerschap te verliezen. In 1937 kreeg hij de Franse nationaliteit.
Onder invloed van het Vichy-regime werden Joodse bedrijven in 1941 geariseerd. Zowel Kahnweiler als zakenpartner André Simon waren Joods, dus nam Kahnweilers katholieke stiefdochter Louise de galerie over. Hierna ging de galerie verder onder de naam 'Galerie Louise Leiris'.  Ze exposeerde met name werk van kunstenaars die haar stiefvader voor het uitbreken van de oorlog ook had tentoongesteld.
Tijdens de Tweede Wereldoorlog verbleef Kahnweiler in de streek Limousin. Leiris voorzag Kahnweiler van valse papieren. Terwijl ze de galerie bestierde, focuste hij zich net als tijdens de Eerste Wereldoorlog op het schrijven. Hij werkte onder meer aan een monografie over Juan Gris die in 1946 werd gepubliceerd.

## Naoorlogse jaren
In 1947 verhuisde de galerie naar 47 Rue de Monceau. Na de oorlog trad Kahnweiler opnieuw toe tot de directie van de galerij.
In de jaren na de oorlog waren Picasso en Masson de twee belangrijkste kunstenaars die de galerie vertegenwoordigde. De galerie richtte zich steeds meer op de export van werken naar het buitenland, en in de jaren vijftig stond Galerie Louise Leiris in de top 100 van grootste Franse exportbedrijven. De galerie hield meerdere solo-exposities, van onder meer Masson (1950 en 1952), Picasso (1957, 1959, 1963, 1971 en 1972), Beaudin (1957, 1963 en 1986) en Braque (1982).
In 1961 doneerde Kahnweiler zijn privécollectie aan het Musée National d'Art Moderne in Parijs. Tot aan zijn dood werkte Kahnweiler samen met Louise. Hij overleed op 11 januari 1979 in Parijs en werd 94 jaar oud.

## Eerbetoon

### Portrettering
Kahnweiler werd tijdens zijn leven meermaals geportretteerd, onder meer door Kees van Dongen (1907), Pablo Picasso (1910 en 1957), André Derain (1913), Juan Gris (1921), André Beaudin (1946) en André Masson (1946).
In de film Surviving Picasso uit 1996 wordt Kahnweiler gespeeld door Joseph Maher.

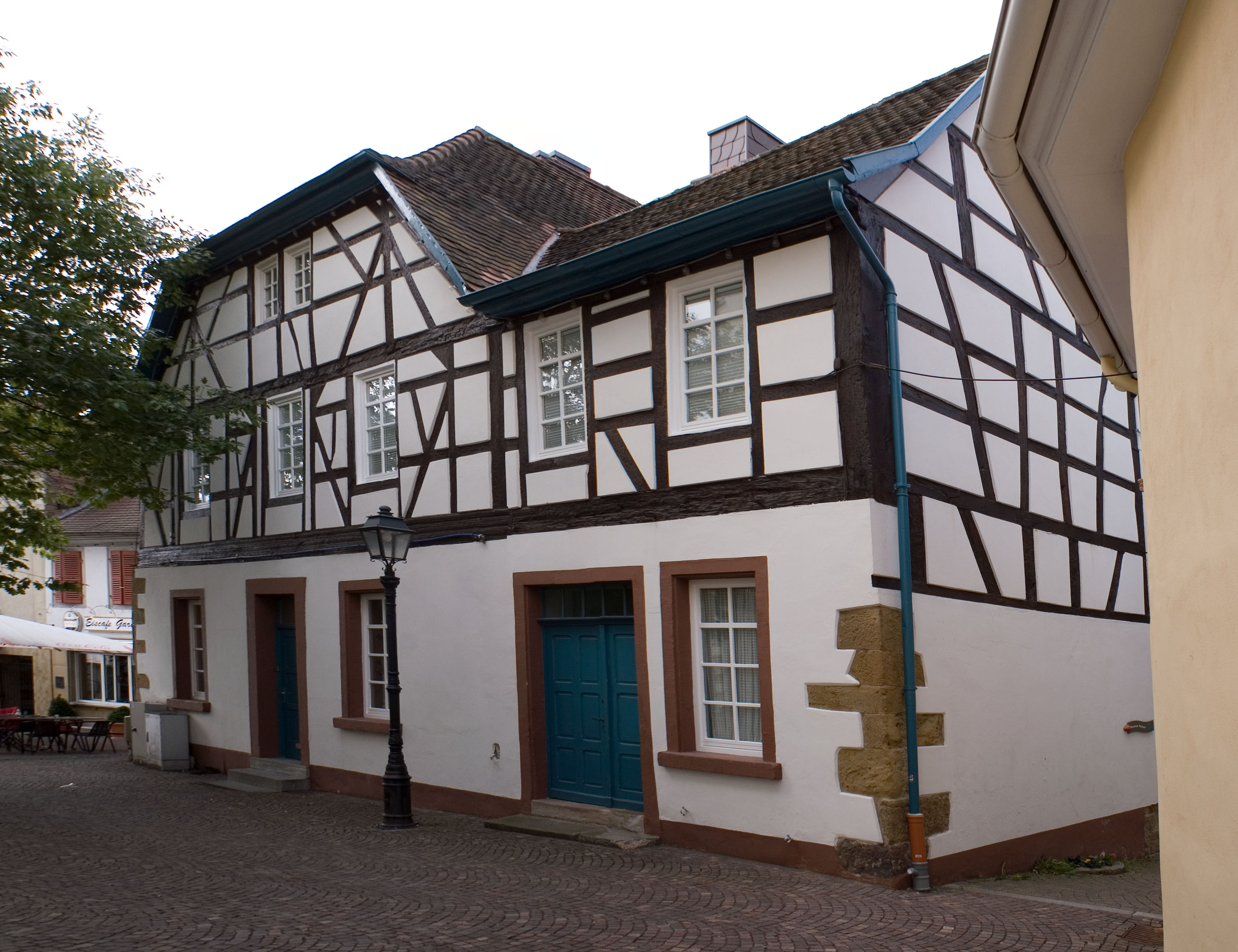
Kahnweilerhaus in Rockenhausen

### Exposities
Van 1981 tot en met 2017 was er in Rockenhausen het Kahnweiler Haus waar het verhaal van Kahnweiler werd verteld. Daarnaast waren er twee litho's van Picasso te zien die Kahnweiler aan de stad had geschonken.
Van december 2022 tot en met maart 2023 was er de expositie Daniel-Henry Kahnweiler: dealer and publisher in het Museu Picasso in Barcelona.